# رمبيرت دودوينز
رمبيرت دودوينز (29 يونيو 1517 - 10 مارس 1585)، طبيب وعالم نبات فلمنكي يُعرف أيضًا باسمه اللاتيني ريمبيرتوس دودونايوس. يُستخدم اختصار دودوينس للاستشهاد به كمؤلف مرجعيّ عند ذكر اسم نباتي علمي.

## حياته
وُلد رمبيرت دودوينز في ميشيلين، وهي بلدة تقع بين أنتويرب وبروكسل وعاصمة الأراضي المنخفضة الإسبانية، عام 1517 لوالديه دينيس فان جونكيما وأورسولا رويلانتس. كانت العائلة من مقاطعة فرايزلاند في الأصل، وكانوا يعملون في السياسة والفقه، وفي عام 1516 انتقلوا إلى ميشيلين. كان والده أحد الأطباء البلديين في ميشيلين وكان أحد الأطباء الخاصين لمارغريت دوقة سافوي من النمسا، حاكمة هولندا، في فترة مرضها، وقد كان مقرها في ميشيلين. غيَّر رمبيرت لاحقًا اسمه الأخير إلى دودون (حرفيًا «ابن دودو»، وهو مأخوذ من اسم والده، دينيس أو دودي).
تلقى تعليمه في الكلية البلدية في ميشيلين قبل أن يبدأ دراسة الطب وعلم الكونيات والجغرافيا في سن 13 في جامعة لوفين (لوفان)، تحت إشراف أرنولد نوت وليونارد ويليمر وجان هيمز وبول رويلزير. حصل على شهادة في الطب عام 1535، وكما كانت العادة في ذلك الوقت، بدأ رمبيرت رحلاته المكثفة في أوروبا حتى عام 1546، بما في ذلك إيطاليا وألمانيا وفرنسا. في عام 1539 تزوج من كاتيليجن دي بروين (1517-1572)، التي انحدرت من عائلة تعمل في مجال الطب من ميشيلين. أنجبا أربعة أطفال: أورسولا (مواليد 1544)، ودينيجز (مواليد 1548)، وأنطونيا ورامبرت دودوينز. عاش لمدة قصيرة في بازل (1542-1546). رفض في عام 1557 استلام أحد المناصب في جامعة لوفين، رفض أيضًا عرضًا ليصبح طبيب في بلاط الملك فيليب الثاني ملك إسبانيا. بعد وفاة زوجته عن عمر ناهز 55 عامًا عام 1572، تزوج من ماريا سيرينن وأنجبا ابنة. توفي رمبيرت في ليدن عام 1585، ودُفن في بيتيرسكيرك، ليدن.

## عمله
أصبح رمبيرت بعد تخرجه واحدًا من بين الأطباء الثلاثة الأساسيين في ميشيلين، كما كان والده قبله، إلى جانب كل من خواكيم رويلاندز وجاكوب دي مور، عام 1548. عُيَّن طبيبًا في بلاط الإمبراطور الروماني المقدس ماكسيميليان الثاني، وخليفته الإمبراطور النمساوي رودولف الثاني في فيينا (1575-1578). في عام 1582، أصبح أستاذًا في الطب بجامعة ليدن.

### حياته وأوقاته
اعتُقد في بداية القرن السادس عشر، أن عالم النبات قد وُصف بأكمله من قبل الطبيب اليوناني ديوسقوريدس فيدانيوس، في كتاب المقالات الخمس. خلال حياة رمبيرت، بدأ التوسع في معرفة عالم النبات، وذلك بالاعتماد على المعلومات القديمة بالإضافة إلى استكشاف العالم الجديد، واكتشاف الطباعة واستخدام الرسوم التوضيحية. يُعتقد أن تلك الفترة كانت بمثابة عصر النهضة النباتية. أصبحت أوروبا منذ ثلاثينيات القرن التاسع عشر منغمسة في التاريخ الطبيعي وأصبحت زراعة النباتات شغفًا وسعيًا مرموقًا من قبل الملوك. ظهرت الحدائق النباتية الأولى وكذلك الموسوعات النباتية المصورة، مع الآلاف من الألوان المائية والنقوش الخشبية.
انتشرت دراسة الطبيعة على نطاق واسع من خلال العديد من الطبقات الاجتماعية في ذلك الوقت، وكان جميع علماء النبات العظماء في القرن السادس عشر، مثل رمبيرت دودوينز، قد دُرِّبوا في الأصل كأطباء، ثم سعوا لاحقًا إلى معرفة النباتات لكن ليس فقط خواصها الطبية، وإنما دراسة طبيعة كل قطعة على حدى. خُصِّصت أقسام خاصة لدراسة علم النبات داخل الكليات الطبية في الجامعات الأوروبية طوال القرن السادس عشر لتعزيز الاهتمام في هذا الاتجاه، وطُبّق نهج علمي قائم على الملاحظة والتوثيق والتجريب والاكتشاف في دراسة علم النباتات.

## روابط خارجية
- رمبيرت دودوينز على موقع الموسوعة البريطانية (الإنجليزية)